# Vachtang Blagidze
Vachtang Blagidze (gruzínsky ვახტანგ ვახტანგ; * 23. července 1957 Čočchati, Sovětský svaz) je bývalý sovětský zápasník, gruzínského původu, reprezentant v zápase řecko-římském. V roce 1980 na olympijských hrách v Moskvě v kategorii do 52 kg vybojoval zlatou medaili. V letech 1978 a 1981 vybojoval titul mistra světa a v roce 1978 titul mistra Evropy.

## Vyznamenání
- Prezidentský řád znamenitosti – Gruzie, 2018[1]